# L'Oncle à héritage
Pour plus de détails, voir Fiche technique et Distribution.

L'Oncle à héritage est un film muet français réalisé par Louis Feuillade sorti en 1907.